# Гайдаров, Шахбан Курбанович
Шахбан Курбанович Гайдаров (21 января 1997, Тлярата, Тляратинский район, Дагестан, Россия) — российский футболист, полузащитник.

## Биография
Воспитанник футбольной школы махачкалинского «Анжи». С 2015 года выступал за молодёжную команду «Анжи». В 2017 году перешёл в фарм-клуб «Анжи-2». Первую часть сезона 2018/2019 провёл в аренде в другом махачкалинском клубе «Легион Динамо». 10 марта 2019 года дебютировал за «Анжи» в российской Премьер-Лиге, выйдя в стартовом составе на домашний матч 19-го тура чемпионата против «Локомотива», на 73-й минуте встречи был заменён на Ивана Иванченко.